# نیلوتینیب
نیلوتینیب (انگلیسی: Nilotinib) با نام تجاری «Tasigna» که به صورت مِلح منوهیدرات هیدروکلرید است، یک بازدارنده تیروزین-کیناز است که برای درمان «لوسمی مزمن مغز استخوان مقاوم‌به ایماتینیب» بکار می‌رود. این دارو که از لحاظ ساختاری شبیه ایماتینیب است، در آغاز بر پایهٔ ساختار «کمپلکس Abl-ایماتینیب» ساخته شد تا بر مشکلات عدم‌تحمل و مقاومت به ایماتینیب فائق آید.
نیلوتینیب یک «بازدارندهٔ اختصاصی تیزوزین کیناز Bcr-Abl» است که حدود ۱۰ تا ۳۰ مرتبه قوی‌تر از ایماتینیب در مهارِ «فعالیت تیزوزین کیناز Bcr-Abl» و مهارِ رشد و تزاید سلول‌های بیان‌کنندهٔ «Abl» است.

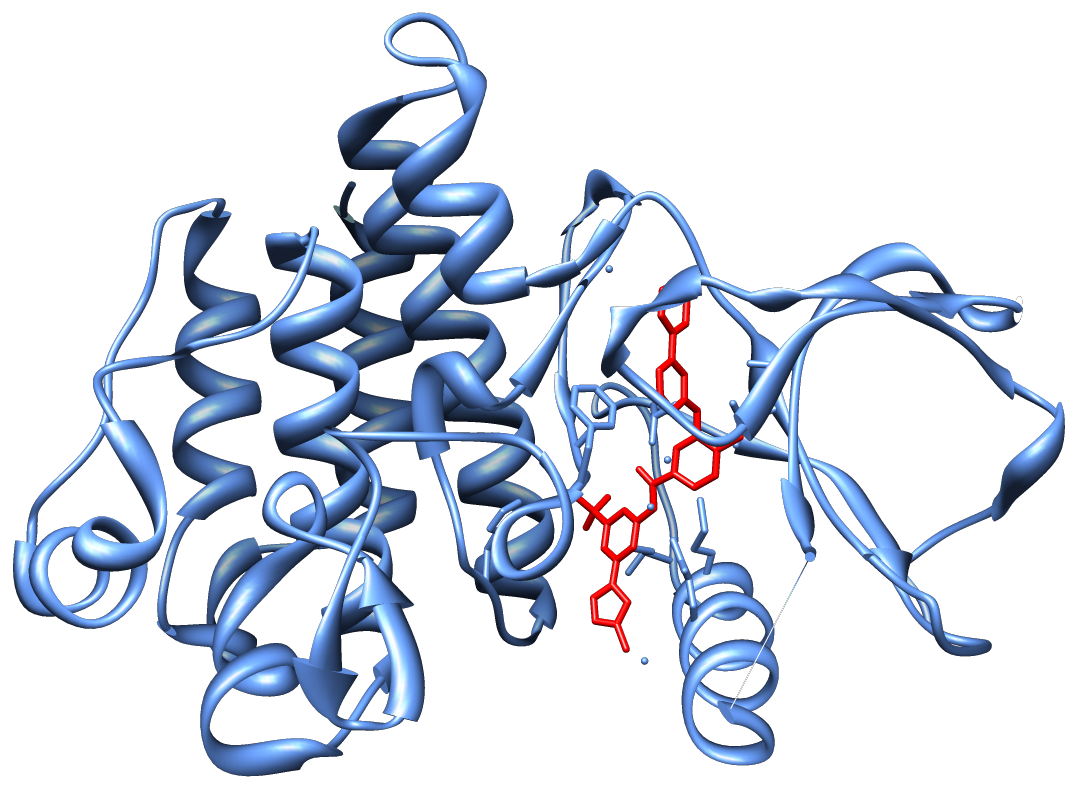
ساختمان کریستالی دومین Abl کیناز (آبی) در ترکیب با نیلوتینیب (قرمز)

این دارو در ۲۹ اکتبر ۲۰۰۷ میلادی توسط سازمان غذا و دارو آمریکا، در ۲۹ سپتامبر ۲۰۰۹ توسط «سازمان دارویی اروپا»، در ۱۹ نوامبر ۲۰۰۷ توسط «سازمان نظارت داروها و محصولات بهداشتی» انگلستان و ۱۷ ژانویهٔ ۲۰۰۸ توسط «ادارهٔ کل محصولات درمانی» استرالیا برای درمانِ «لوسمی مزمن مغز استخوان با کروموزوم فیلادلفیا» (Ph+) مورد تأیید واقع شد.
این دارو دارای هشدارِ داخلِ بسته‌بندی، برای احتمال بروز عوارض قلبی است.

## کارآزمایی‌های بالینی
علاوه بر لوسمی مزمن مغز استخوان، پژوهش‌هایی برای استفاده از نیلوتینیب در درمان «تومور استرومال گوارشی» (GIST)، بیماری آلزایمر، بیماری هانتینگتون، پارکینسون، اسکلروز جانبی آمیوتروفیک (ALS) و زوال عقل انجام پذیرفته‌است.

## منع مصرف
موارد منع مصرف این دارو عبارتند از: سندرم کیوتی، هیپوکالمی، هیپومنیزیمی، بارداری، احتمال بارداری، شیردهی و عدم تحمل به گالاکتوز/لاکتوز
مواردی که مصرف این دارو باید در آن‌ها با احتیاط صورت پذیرد عبارتند از:
- نارسایی مغز استخوان
- سندرم لیز تومور (TLS)
- نارسایی کبد
- سابقهٔ قبلی پانکراتیت (حتماً لیپاز سرمی بررسی شود)
- گاسترکتومی کامل

## عوارض جانبی
عوارض شایع این دارو (بروز بیش از ۱۰٪) عبارتند از:
- سردرد
- تهوع
- کاهش فسفات خون
- یرقان
- افزایش آلانین آمینوترانسفراز (ALT)
- افزایش آسپارتات ترانس آمیناز (AST)
- افزایش لیپاز
- راش پوستی
- خارش
- ریزش مو
- درد عضلانی
- خستگی
- درد استخوان‌های صورت و انگشتان
- تعریق شدید
- کاهش وزن
- کند شدن عملکرد مفاصل
- سرگیجه و بیحالی بعد از مصرف تا ۳ الی ۵ ساعت